# José Vigo
José Vigo Remugnan (nacido el 22 de noviembre de 1929 en Buenos Aires, Argentina) es un ex-futbolista argentino. Jugaba de delantero y su primer club fue Huracán.

## Carrera
Comenzó su carrera en 1946 jugando para Huracán. Jugó para el club quemero hasta 1950. En 1951 pasó a Gimnasia La Plata. En 1952 pasó a Ferro, en donde se mantuvo firme hasta 1953. En 1954 se trasladó a Colombia para jugar en el Cúcuta Deportivo. Juega para el club hasta 1956. En ese año siguió su estadía por Colombia, en donde formó parte de las filas del Bucaramanga, en donde juega hasta 1957. Ese año partió desde Colombia hasta España, en donde jugó para el Celta de Vigo, 1957–1958.  En 1961 estuvo en el Deportivo La Coruña, pasando en 1962 a San Telmo como jugador y técnico, siendo campeón de 1ºB.
Su carrera como entrenador continuó en Bucaramanga en 1963, haciéndose cargo enseguida de la Selección Juvenil Colombia.  En 1965 actuó en forma interina en Talleres.  A partir de allí se dedicó a su negocio de venta de motores, en Valentín Alsina, hasta que regresó a la dirección técnica en Huracán, en 1970.

## Clubes
| Club                  | País      | Año       |
| --------------------- | --------- | --------- |
| Huracán               | Argentina | 1946-1950 |
| Gimnasia La Plata     | Argentina | 1951      |
| Ferro                 | Argentina | 1952-1953 |
| Cúcuta Deportivo      | Colombia  | 1954-1956 |
| Bucaramanga           | Colombia  | 1956-1957 |
| Celta de Vigo         | España    | 1957-1958 |
| Deportivo (La Coruña) | España    | 1961      |
| San Telmo             | Argentina | 1962      |

- Datos: Q5946053